# Altarysta
Altarysta (ołtarznik)  z łac. altarista –  opiekun ołtarza, dawniej zawsze duchowny, sługa kościelny, ministrant.
W średniowieczu i czasach nowożytnych duchowny, opiekun altarii w kościele, czerpiący z tego tytułu swoje dochody. Altaryści mieszkali zazwyczaj w domach w bezpośrednim sąsiedztwie kościoła. W przypadku większych kościołów, w których znajdowało się kilka/kilkanaście ołtarzy, altarystów bywało wielu. Pozostałość po domach altarystów stanowią kamieniczki Jaś i Małgosia we Wrocławiu).